# Collyrodes lacordairei
Collyrodes lacordairei là một loài bọ cánh cứng trong họ Cerambycidae.